# Martwa natura

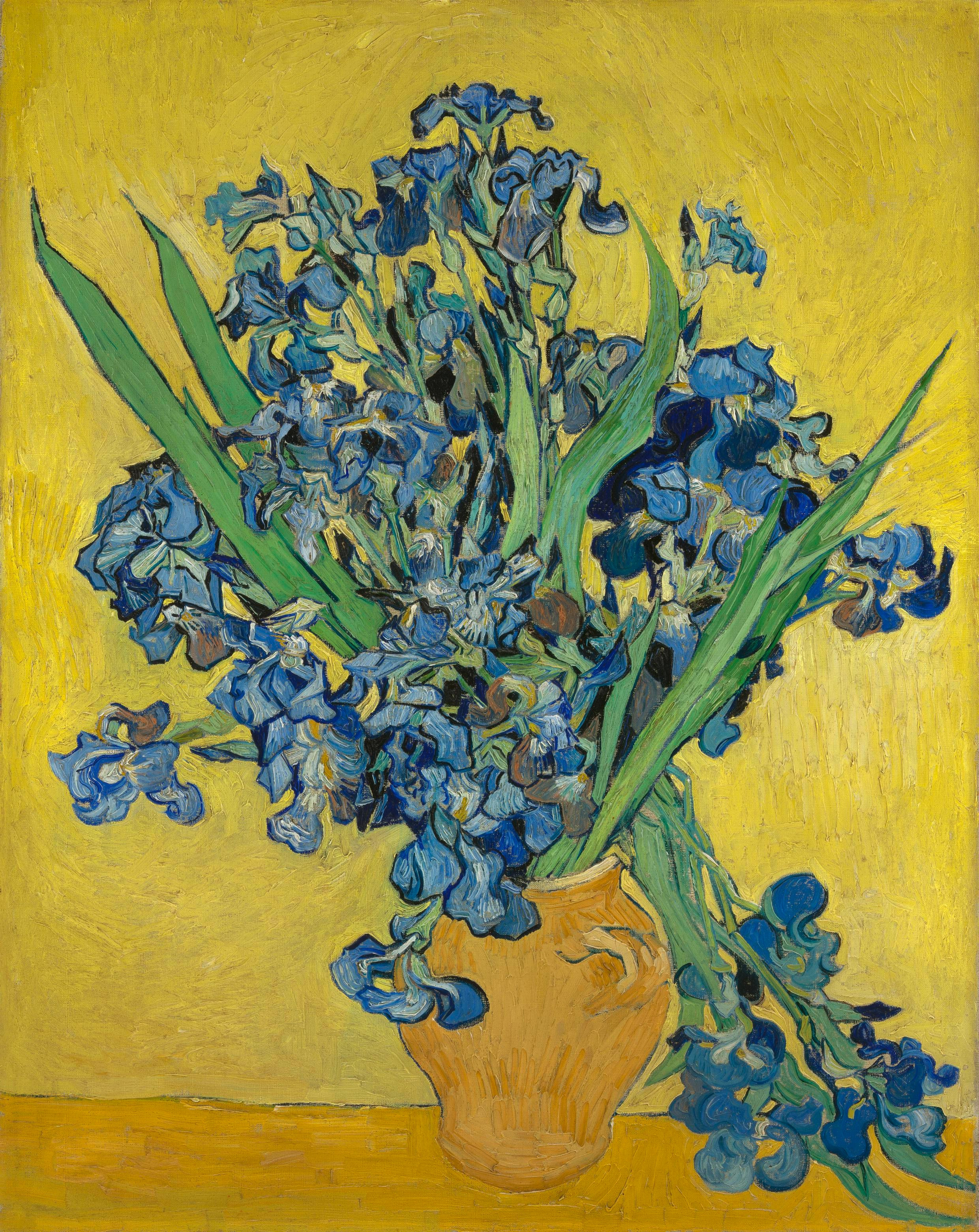
Vincent van Gogh, Irysy (1890)

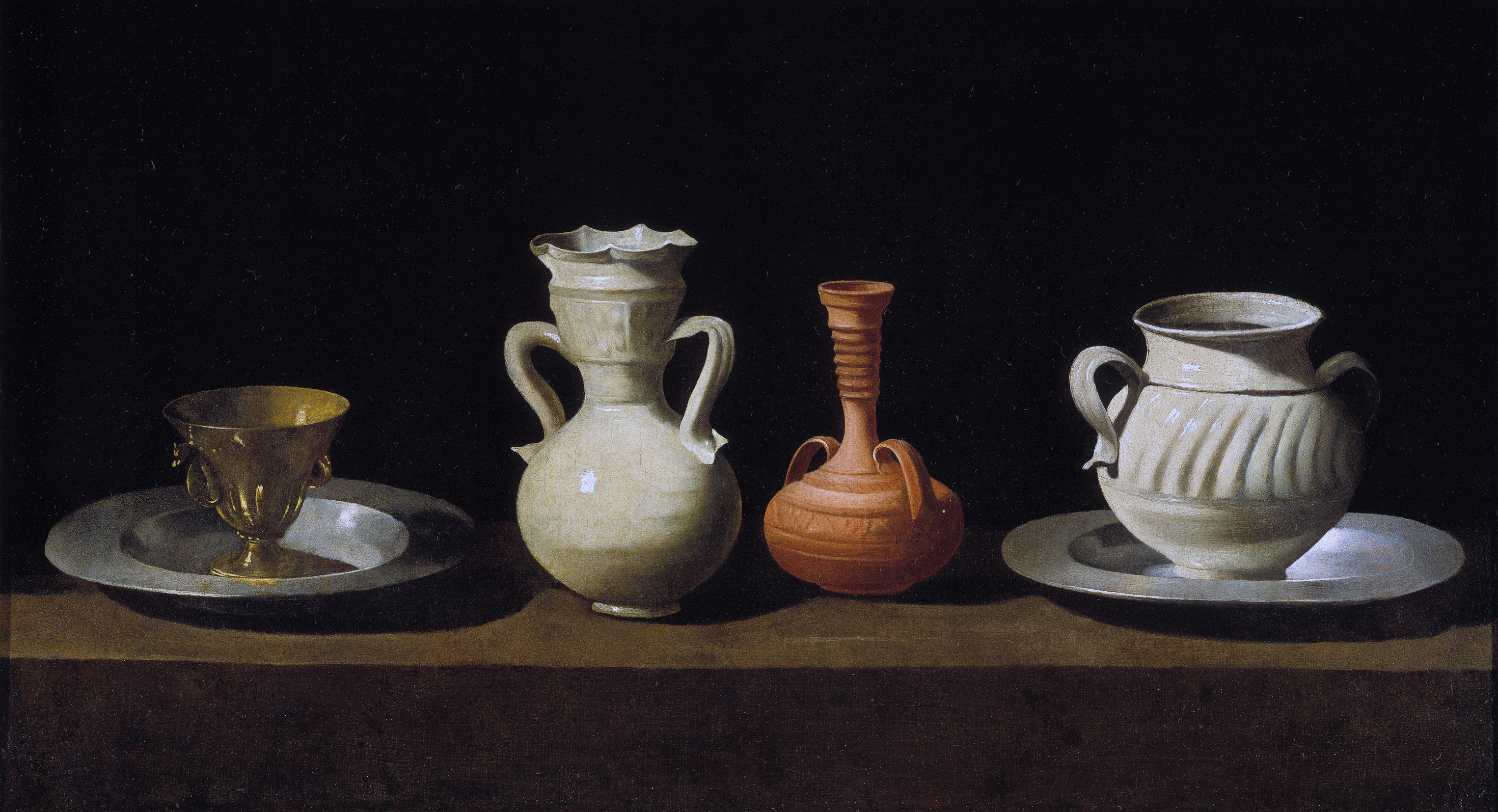
Francisco de Zurbarán Martwa natura (ok. 1636)

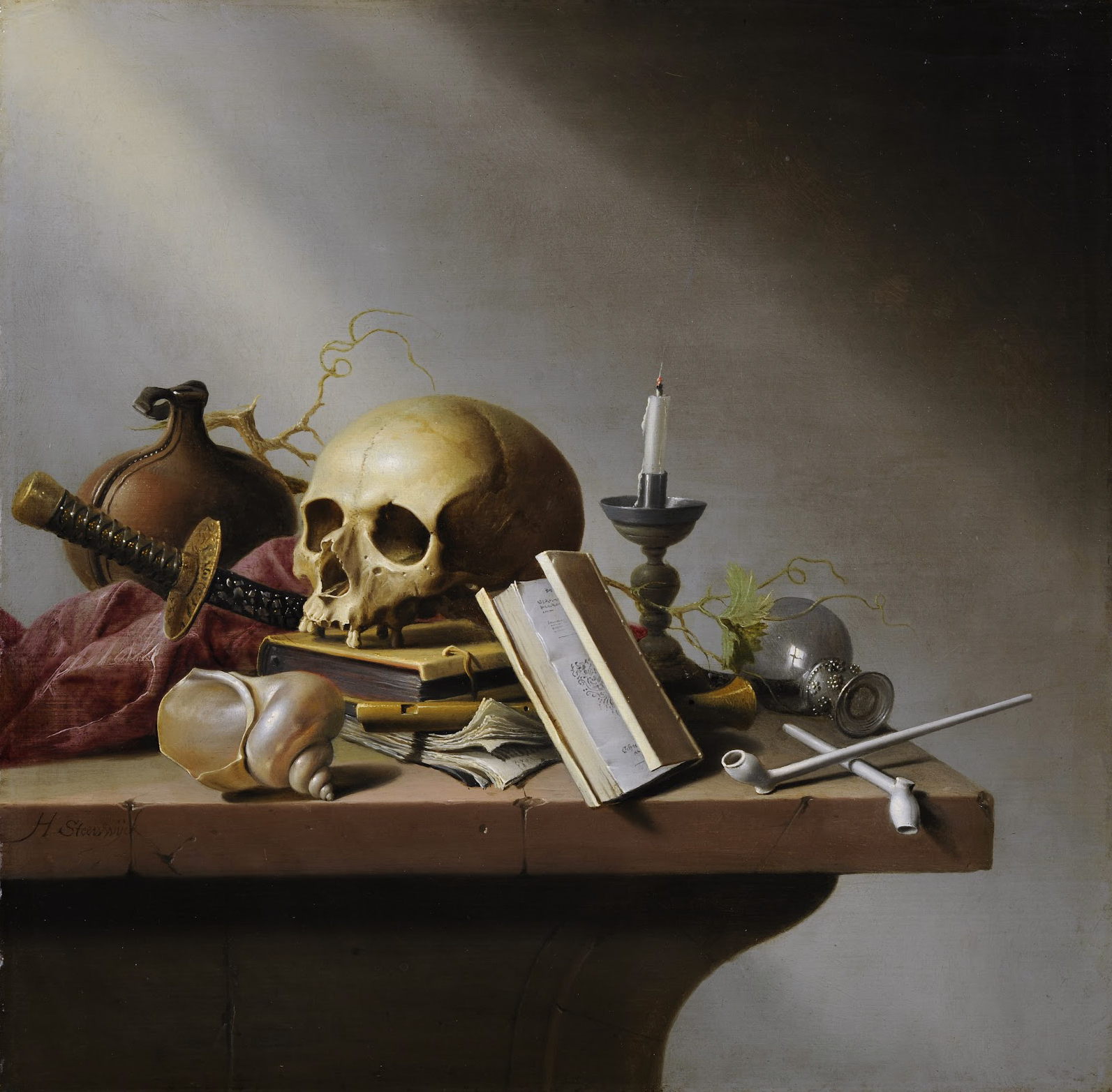
Harmen Steenwijck Vanitas (1640)

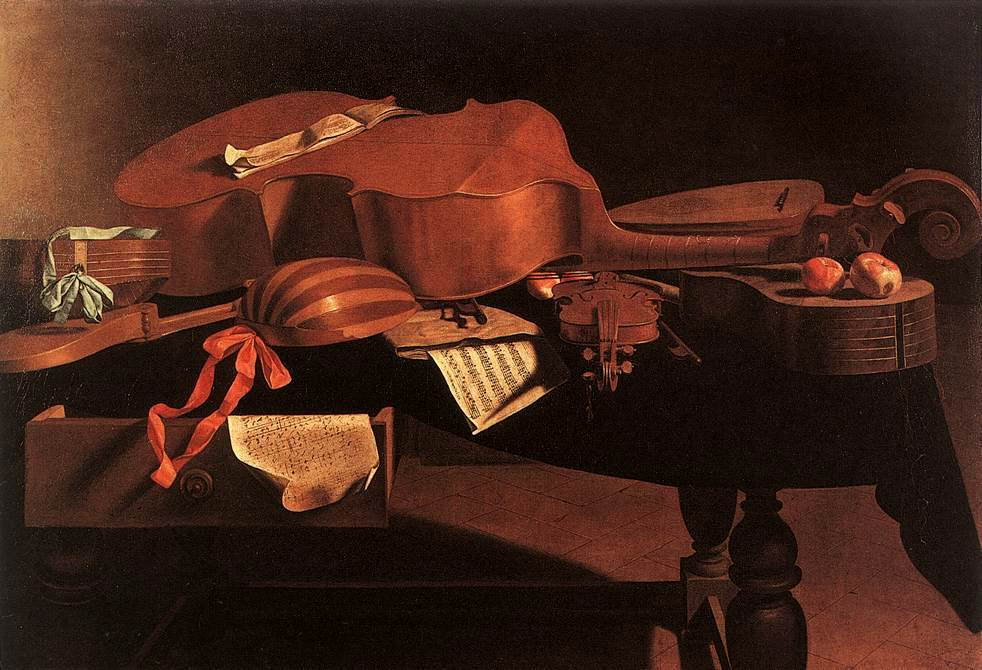
Evaristo Baschenis, Instrumenty muzyczne na stole (1650)

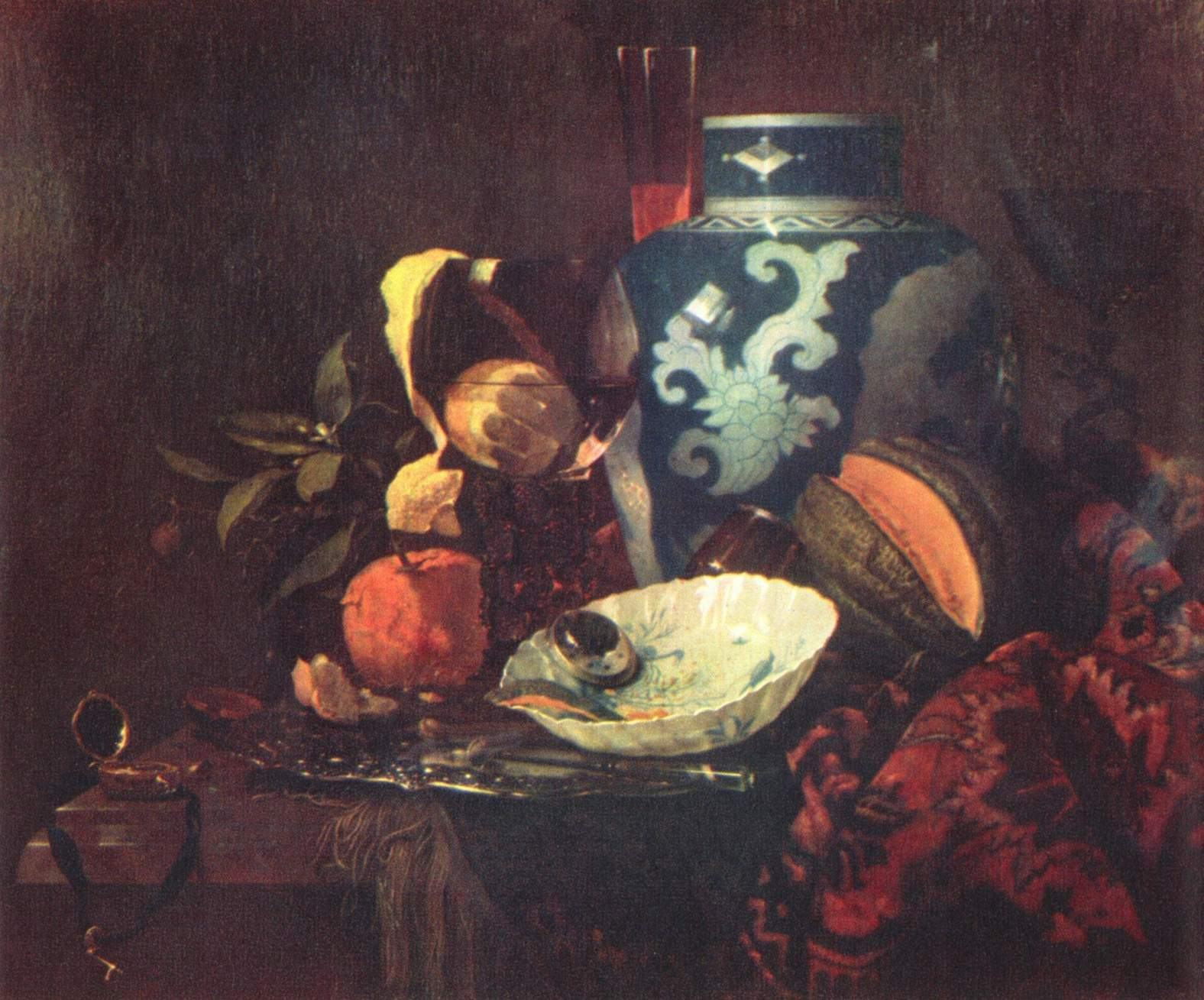
Willem Kalf, Martwa natura (1660)

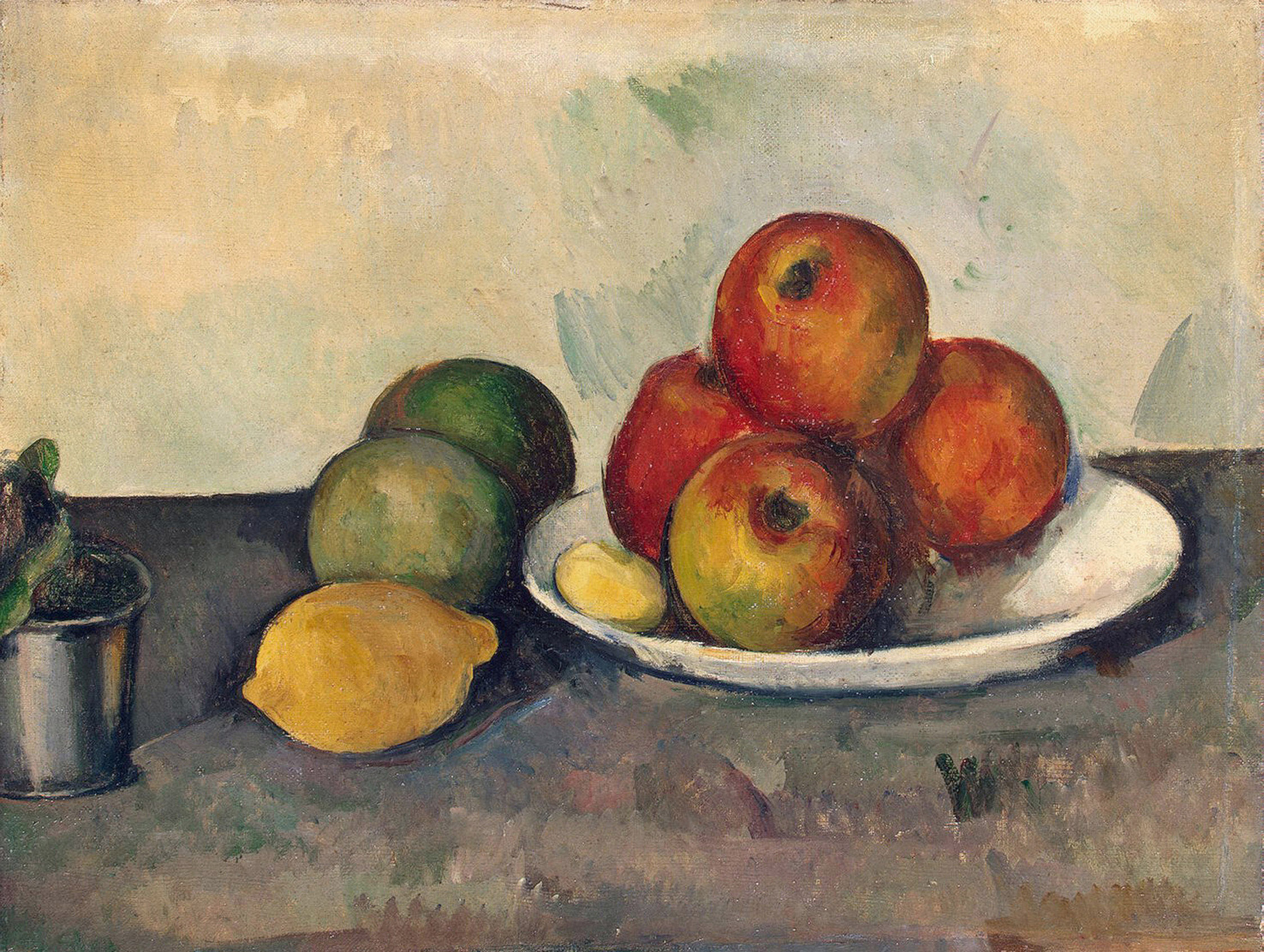
Paul Cézanne, Martwa natura z jabłkami (ok. 1890)

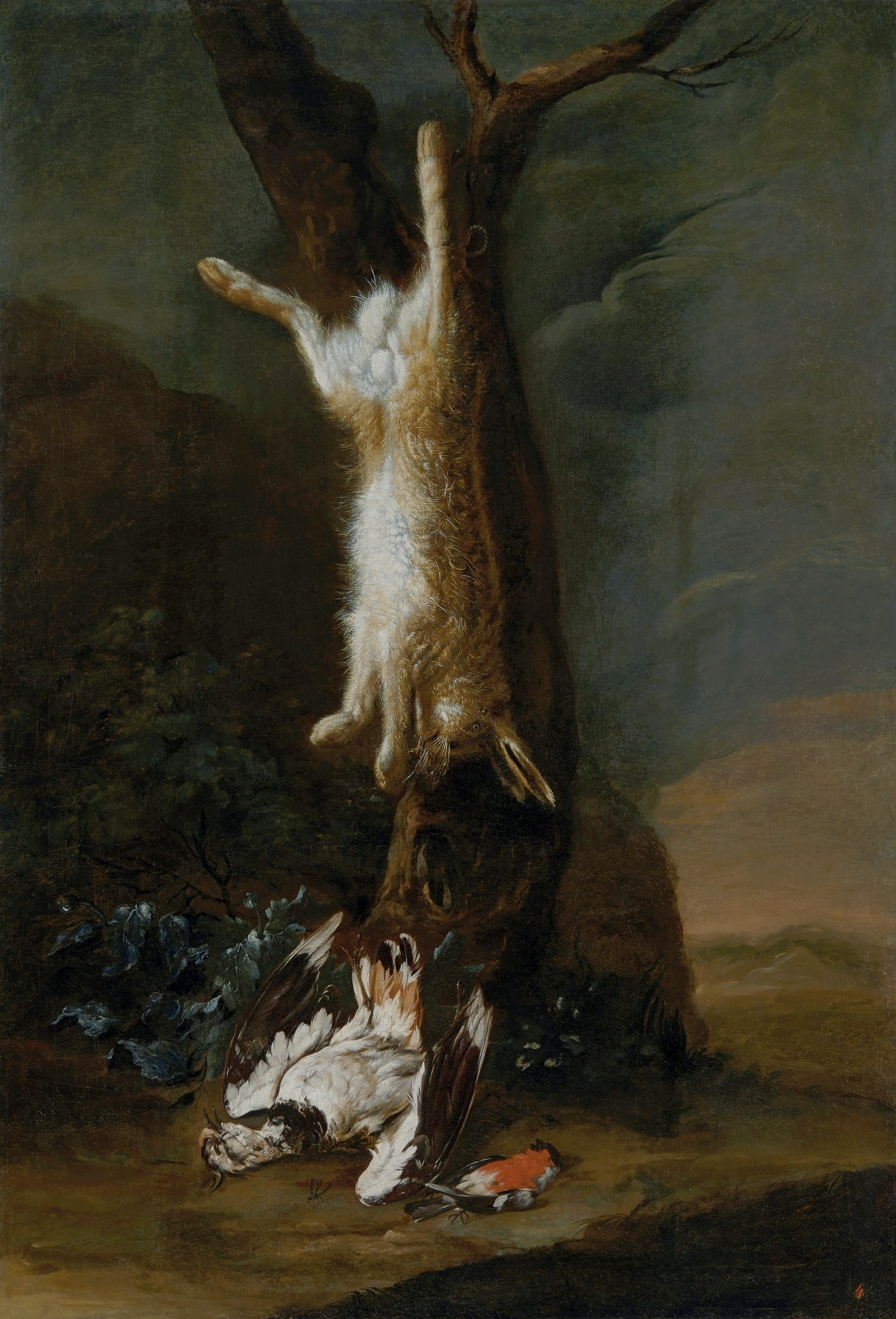
Trofea myśliwskie na tle krajobrazu, mal. nieznany, obraz zestawiony z dwóch różnych, Galeria Obrazów Pałacu Na Wyspie, Warszawa (1783)

Martwa natura – gatunek malarski obejmujący kompozycje, zwykle malarskie lub rysunkowe, składające się ze stosunkowo niewielkich, nieruchomych, najczęściej nieożywionych przedmiotów, dobranych ze względów kompozycyjno-estetycznych lub symbolicznych.
Pospolitymi elementami martwych natur są owoce, kwiaty, książki, naczynia, broń, przyrządy myśliwskie, przybory kuchenne, przybory do palenia tytoniu, świece, karty i inne gry, instrumenty muzyczne itp. Częstym i niejednokrotnie głównym motywem są też najróżniejsze produkty spożywcze, jak owoce, ryby, pieczywo, jaja itp., czasem układane w kompozycję mającą sugerować gotowy posiłek, np. śniadanie. W martwych naturach pojawiają się też niewielkie żywe zwierzęta jak owady czy skorupiaki. Jeżeli w martwej naturze pojawia się większe zwierzę, lub – sporadycznie – nawet postać ludzka, to nigdy jako główny temat. Częstym i ważnym ze względów symbolicznych motywem bywa ludzka czaszka – związana z częstym w dziełach tego gatunku zawartą myślą o przemijaniu i marności życia i dóbr doczesnych (zob. Vanitas). W obrębie martwej natury mogą pojawiać się też dzieła sztuk przedstawiających, jak rzeźby i obrazy, na których z kolei ukazane są postacie ludzkie.

## Historia terminu i pojęcia
Około 1650 w holenderskich inwentarzach dzieł sztuki pojawił się termin stil-leven (dosł. „ciche, nieruchome życie” w sensie „nieruchomy model”), na oznaczenie obrazu martwej natury. W pocz. XVIII w. termin ten stosował holenderski historiograf sztuki Arnold Houbraken. Z języka niderlandzkiego powstały później m.in. niemieckie stilleben oraz angielskie still life. Francuski termin nature morte, od którego pochodzi polska „martwa natura” pojawił się zapewne w dyskusjach teoretycznych dotyczących gatunków artystycznych w kręgach francuskiej Akademii Sztuk Pięknych w XVII w.

## Historia gatunku
Pierwsze martwe natury pojawiły się w sztuce starożytnej. W okresie średniowiecza i renesansu często towarzyszyły scenom figuralnych i z reguły miały znaczenie symboliczne. W XV w. w Niderlandach i we Włoszech pojawiły się próby usamodzielnienia martwej natury w miniaturach lub na skrzydłach małych poliptyków. Pierwszą martwą naturę potraktowaną jako samodzielny temat namalował w 1504 Jacopo de’ Barbari. W XVI w. martwe natury tworzyli też Caravaggio, Pieter Aersten i Joachim Beuckelaer. Fantastyczne postacie złożone z kwiatów i owoców tworzył manierysta Giuseppe Arcimboldo. Jako odrębny gatunek rozwinęła się w XVII w., przede wszystkim w malarstwie holenderskim i flamandzkim. Szybko stała się bardzo popularna w całej Europie Zach.:
- Holandia: Willem van Aelst, Balthasar van der Ast, Abraham van Beyeren, Hans Bollongier, Ambrosius Bosschaert, Pieter Claesz, Willem Claesz Heda, Jan Davidsz. de Heem, Melchior de Hondecoeter, Jacob van Hulsdonck, Jan van Huysum, Willem Kalf, Abraham Mignon, Jan van Os, Rachel Ruysch, Roelant Savery, Floris van Schooten, Otto Marseus van Schrieck, Jan Jansz Treck, Jan Jansz. den Uyl, Jan Weenix.

- Flandria: Alexander Adriaenssen, Jacob van Es, Osias Beert, Pieter Boel, Jan Brueghel (starszy), Alexander Coosemans, Jan Fyt, Georg Hoefnagel, Clara Peeters, Daniel Seghers, Frans Snyders, Joris van Son, Adriaen van Utrecht, Paul de Vos, Frans Ykens.

- Włochy: Evaristo Baschenis, Andrea Belvedere, Bartolomeo Bettera, Bartolomeo Bimbi, Pier Paolo Bonzi, Vincenzo Campi, Cesare Dandini, Luca Forte, Fede Galizia, Mario Nuzzi, Paolo Porpora, Giacomo Recco, Giuseppe Recco, Giovanni Battista Recco, Giuseppe Ruoppolo, Giovanni Battista Ruoppolo

- Hiszpania: Juan de Arellano, Pedro de Camprobin, Juan Sánchez Cotán, Juan de Espinosa, Juan Fernandez, Gomez Figueira, Juan van der Hamen, Bartolome Perez, Antonio Ponce, Antonio de Pereda, Felipe Ramirez, Tomas Yepes, Francisco de Zurbaran, Luis Meléndez.

- Francja: Lubin Baugin, Pierre Dupuis, Louise Moillon, Jean-Baptiste Monnoyer, Jacques Linard.

- Niemcy: Christian Berentz, Peter Binoit, Georg Flegel, Sebastian Stoskopff, Franz Werner Tamm, Gottfried (Gotthard) von Wedig.

Do wybitnych przedstawicieli martwej natury w XVIII w. należeli: Luis Meléndez, Cristoforo Munari, Jean-Baptiste Oudry, Alexandre-François Desportes, Anne Vallayer-Coster, Henry-Horace Roland de la Porte, Jean Chardin.
W sztuce współczesnej temat ten nadal jest chętnie podejmowany, przy czym na plan pierwszy wysuwają się zagadnienia formalne (Paul Cézanne, Georges Braque, Giorgio Morandi).

## Typy martwej natury
- kwiatowa (bukiety) – Willem van Aelst, Ambrosius Bosschaert, Jan Brueghel (starszy), Rachel Ruysch
- owocowa – Ambrogio Figino, Luis Meléndez, Louise Moillon
- śniadaniowa (bankietowa) – Osias Beert, Floris van Dijck, Georg Flegel, Willem Claesz Heda, Clara Peeters, Floris van Schooten
- muzyczna (instrumenty muzyczne) – Evaristo Baschenis, Bartolomeo Bettera
- zwierzęca (myśliwska) – Jan Fyt, Jean-Baptiste Oudry, Frans Snyders
- targowa i kuchenna (stragany i spiżarnie) – Pieter Aersten, Joachim Beuckelaer, Vincenzo Campi, Adriaen van Utrecht
- wanitatywna (vanitas) – Sebastien Bonnecroy, Pieter Claesz, Evert Collier, Cornelis Gijsbrechts, Jacques Linard, Simon Luttichuys, Antonio de Pereda, Simon Renard de Saint-André, Harmen Steenwijck, Jan Vermeulen
- kunstkamera (gabinet osobliwości) – Frans Francken Młodszy, Willem van Haecht, Georg Hainz, Jan van Kessel
- trompe l’oeil (przedstawienia iluzjonistyczne) – Samuel van Hoogstraten, Domenico Remps, Cornelis Gijsbrechts, Evert Collier
- alegoria pięciu zmysłów – Gererd de Lairesse, Giuseppe Recco, Sebastian Stoskopff.